# IPad Mini (1a generació)
L'iPad Mini (estilitzat i comercialitzat com a iPad mini) és una tauleta tàctil dissenyada, desenvolupada i comercialitzada per Apple Inc. S'anuncià el 23 d'octubre de 2012, com a cinquè major producte dins de la línia iPad i és la primera dins d'aquesta sèrie en incloure una pantalla més reduïda (7,9 polzades, en contrast amb l'estàndard de 9,7 polzades). Inclou especificacions internes similars a les de l'iPad 2, inclosa la seva resolució d'exposició.
Fou llançada el 2 de novembre de 2012 en quasi tots els mercats d'Apple.